# Slartibartfast
Slartibartfast è un personaggio minore della Guida galattica per autostoppisti. Proviene dal pianeta Magrathea e fa di professione il progettista di pianeti. Il lavoro che preferisce è la creazione di coste. Il progetto più significativo è la realizzazione dei fiordi che si trovano sulle coste della Norvegia sul pianeta Terra. Slartibartfast per questa realizzazione vinse un premio. Quando Arthur Dent e Ford Prefect erano sulla vecchia Terra trovarono la firma di Slartibartfast all'interno di un ghiacciaio norvegese.
Quando fu fatta la nuova Terra, a Slartibartfast fu assegnata l'Africa. Di ciò egli non fu per nulla contento perché non poteva più costruire i fiordi che erano la sua grande passione. In La vita, l'universo e tutto quanto, con l'aiuto di Arthur Dent e Ford Prefect cerca di fermare il piano di Hactar per distruggere l'universo instillando la xenofobia negli abitanti del pianeta Krikket e costruendo una potentissima bomba.